# Kamáne
Kamáne (hebrejsky כמאנה‎, arabsky كمانة‎, v oficiálním přepisu do angličtiny Kamane) je vesnice v Izraeli, v Severním distriktu, v oblastní radě Misgav.

## Geografie
Leží v nadmořské výšce 534 m, v Dolní Galileji, 23 km východně od břehů Středozemního moře a cca 25 km na západ od Galilejského jezera. Je situována na vrcholové partii hory Har Kamon. Z jižního úbočí Har Kamon stékají hluboce zaříznutá vádí Nachal Kecach a Nachal Kamon. Na severní straně terén spadá do Bejtkeremského údolí, kterým na úpatí hory protéká vádí Nachal Šezor.
Obec se nachází přibližně 105 km severovýchodně od centra Tel Avivu a 32 km severovýchodně od centra Haify. Kamane obývají izraelští Arabové respektive arabští Beduíni, přičemž osídlení v tomto regionu je etnicky smíšené. 5 km na jih leží města Sachnin a Araba, která obývají Arabové. Arabské je i město Nahf v Bejtkeremském údolí, s nímž ale na západní straně sousedí židovské město Karmiel. Krajina mezi těmito městskými centry je ovšem postoupena řadou menších židovských i arabských vesnic. I hřeben Har Kamon je pokyryt arabskými i židovskými vesnicemi.
Kamane je na dopravní síť napojen pomocí místní komunikace, jež spojuje všechna sídla na Har Kamon a pak vede do Bejtkeremského údolí, kde východně od města Karmiel ústí do dálnice číslo 85.

## Dějiny
Kamane je obýván beduínským kmenem Sawá'id - název osady někdy bývá uváděn jako Kamane (Arab as-Sawá'id). Tito původní kočovní pastevci se začali v této lokalitě trvale usazovat počátkem 19. století. První zděné domy zde vyrostly ve 20. a 30. letech 20. století a postupně nahrazovaly dosavadní provizorní přístřešky a stany. Obyvatelé se živili zemědělstvím, zejména pastevectvím. Až do konce 60. let 20. století byl celý hřeben Har Kamon dopravně odříznutý od okolní krajiny. Izraelská vláda území poblíž vesnice roku 1963 prohlásila za uzavřenou vojenskou zónu. Zrušila tehdy i provizorní školu, která byla předtím v Kamane zřízena. Během 60. let byly také pozemky, na nichž stála tato beduínská osada, prohlášeny za zemědělskou půdu a zdejší zástavba se tak formálně stala ilegální. Nebyla ovšem zbořena, pouze jí bylo odpíráno napojení na inženýrské sítě a infrastrukturu. Na počátku 80. let 20. století vyrostly v sousedství Kamane dvě židovské vesnice zřizované v rámci programu Micpim be-Galil (Kamon, Michmanim).
Obec sestává ze tří hlavních, vzájemně oddělených sídelních jader: Kamane-západ (כמאנה מערבית), Kamane-východ (כמאנה מזרחית) a Džalsa (ג׳יסלה).[zdroj⁠?!] Teprve roku 1995 byla vesnice uznána izraelskou vládou za oficiální obec. I poté ale byl rozvoj obce zdržován průtahy při schvalování územního plánu. Ten byl nakonec schválen roku 2000. V roce 2002 začalo napojování vesnice na elektrickou síť.
Děti z místních rodin původně dojížděly do školy ve městě Sachnin, ale to se neosvědčilo a nyní je zajištěno vyučování ve vesnici Sallama. V současnosti je zde už ve výstavbě samostatná budova základní školy. V Kamane fungují dvě mateřské školy zřízené s podporou pblastní rady Misgav.

## Demografie
Podle údajů z roku 2014 tvořili populaci v Kamane Arabové. Jde o menší sídlo vesnického typu s dlouhodobě rostoucím počtem obyvatel. K 31. prosinci 2014 zde žilo 1392 lidí. Během roku 2014 populace stoupla o 1,2 %.
| Rok            | 2001 | 2003 | 2004  | 2005  | 2006  | 2007  | 2008  | 2009  | 2010  | 2011  | 2012  | 2013  | 2014  |
| -------------- | ---- | ---- | ----- | ----- | ----- | ----- | ----- | ----- | ----- | ----- | ----- | ----- | ----- |
| Počet obyvatel | 832  | 966  | 1 028 | 1 082 | 1 105 | 1 195 | 1 230 | 1 273 | 1 312 | 1 316 | 1 341 | 1 375 | 1 392 |